# Эспинас (Верхние Альпы)
Эспина́с (фр. и окс. Espinasses) — коммуна во Франции, находится в регионе Прованс — Альпы — Лазурный Берег. Департамент коммуны — Верхние Альпы. Входит в состав кантона Шорж. Округ коммуны — Гап.
Код INSEE коммуны — 05050.

## Население
Население коммуны на 2008 год составляло 660 человек.
| 1962 | 1968 | 1975 | 1982 | 1990 | 1999 | 2008 |
| ---- | ---- | ---- | ---- | ---- | ---- | ---- |
| 222  | 506  | 533  | 565  | 505  | 587  | 660  |

## Экономика
В 2007 году среди 389 человек в трудоспособном возрасте (15—64 лет) 254 были экономически активными, 135 — неактивными (показатель активности — 65,3 %, в 1999 году было 63,0 %). Из 254 активных работали 227 человек (116 мужчин и 111 женщин), безработных было 27 (12 мужчин и 15 женщин). Среди 135 неактивных 38 человек были учениками или студентами, 41 — пенсионерами, 56 были неактивными по другим причинам.

## Достопримечательности
- Церковь, нетипично ориентированная на запад
- Солнечные часы на площади Эрнеста Ругона
- Фонтаны

## Фотогалерея

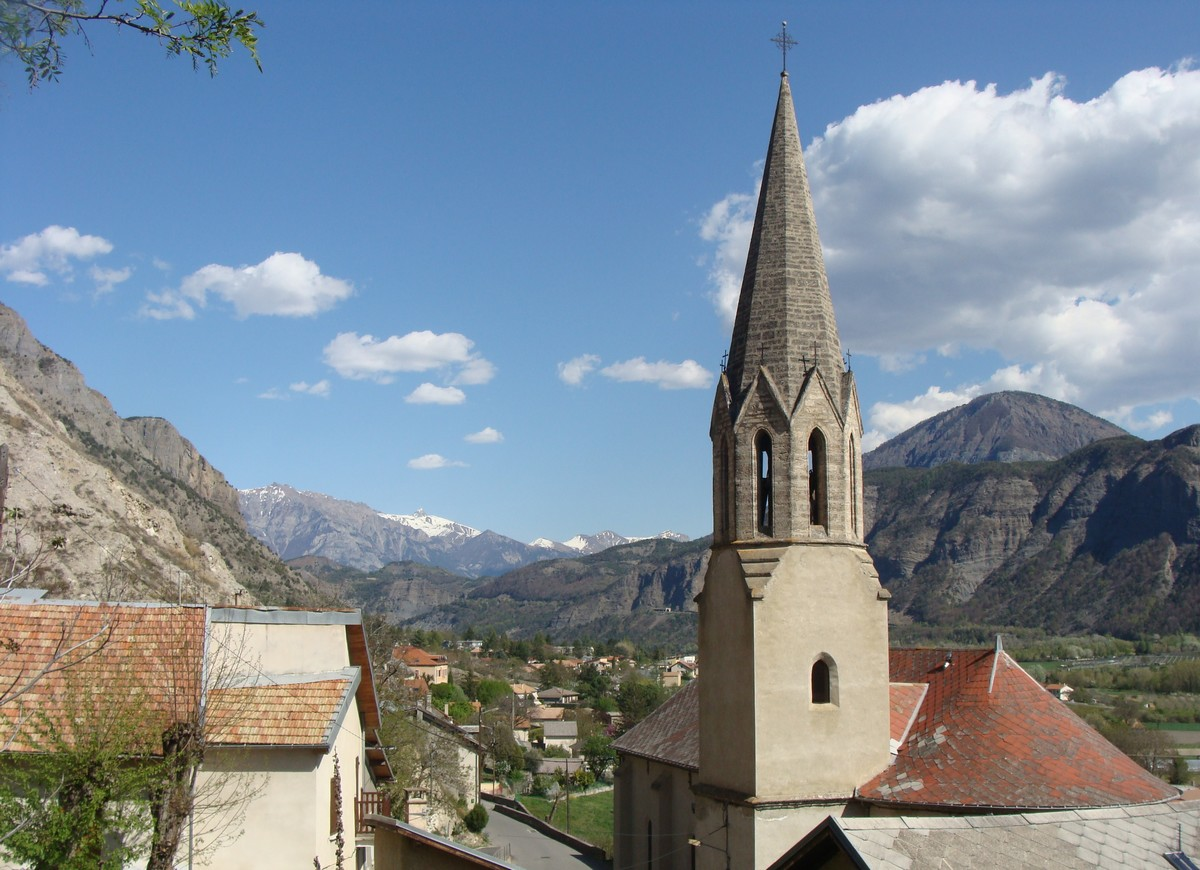
Эспинас
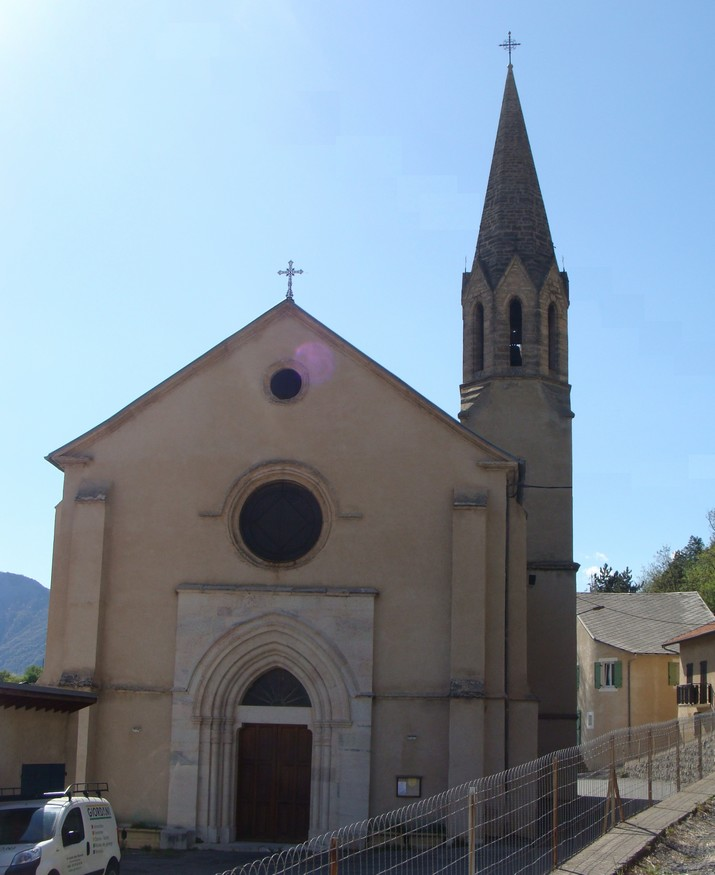
Церковь
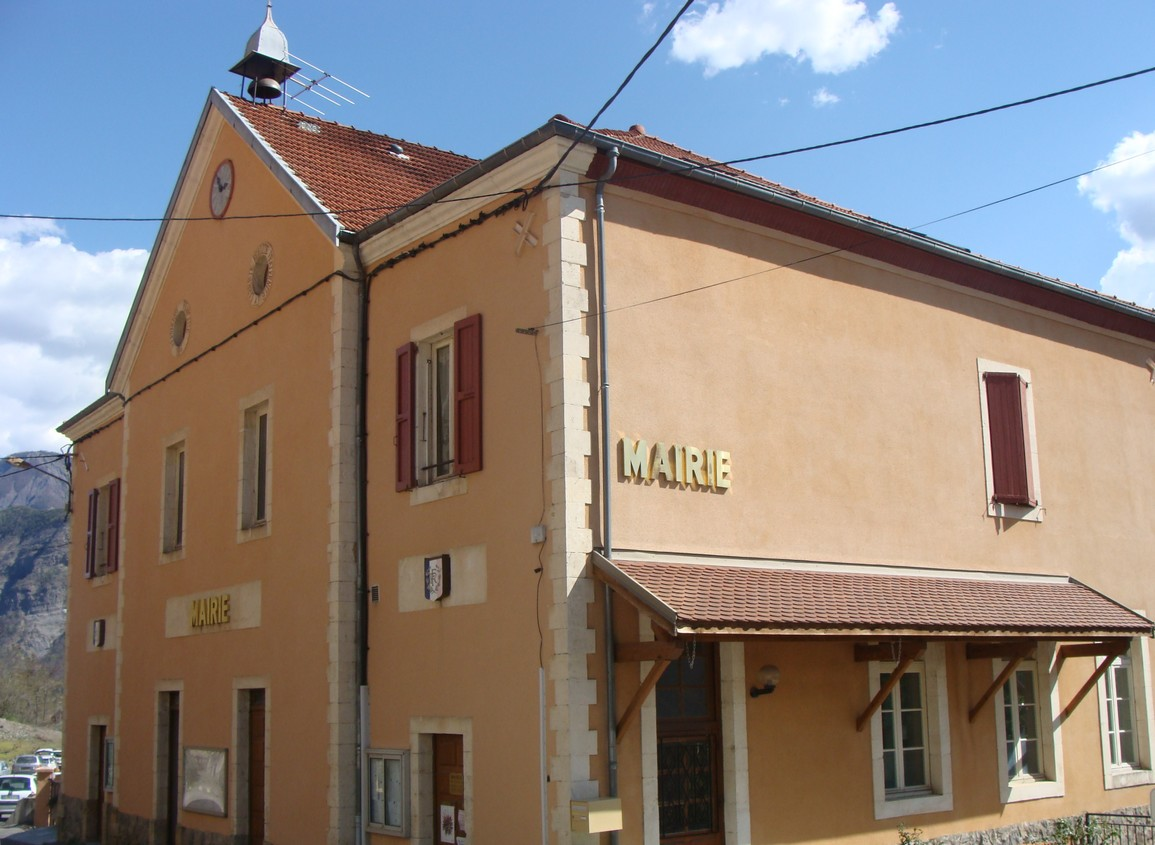
Мэрия
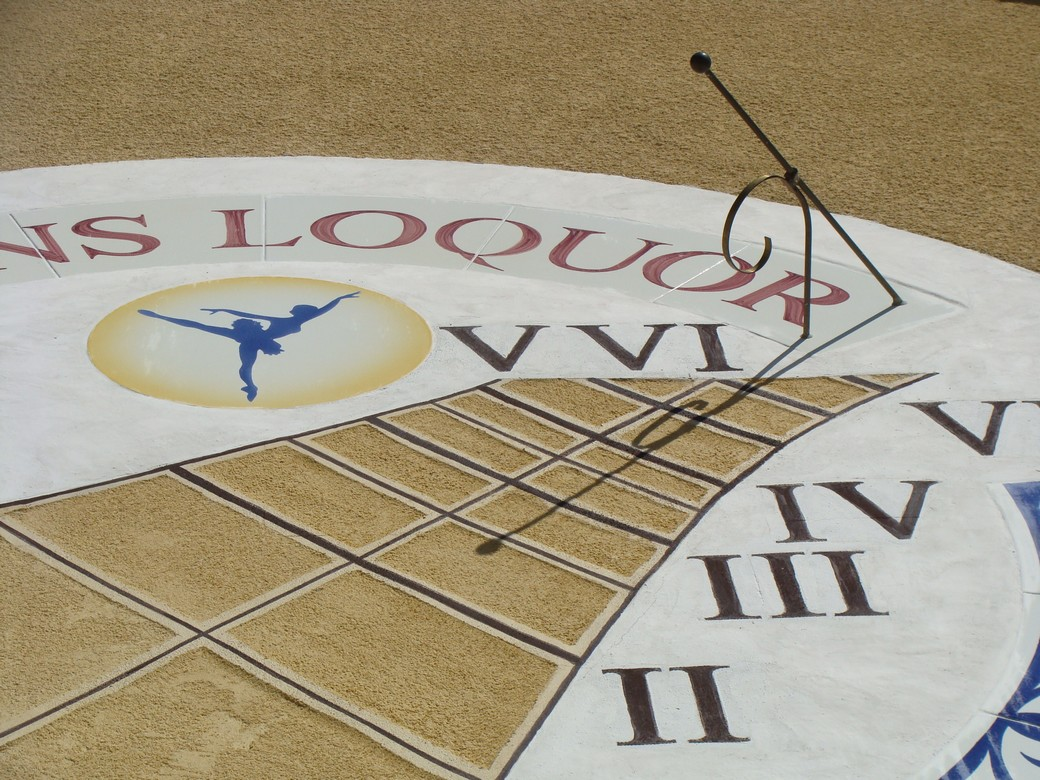
Солнечные часы